# Satranala decussilvae
Satranala decussilvae Beentje & J.Dransf. è una palma della tribù delle Borasseae, endemica del Madagascar. È l'unica specie nota del genere Satranala.

## Distribuzione e habitat
L'areale della specie è ristretto a cinque località del Madagascar nord-orientale, tra Soanierana Ivongo e la penisola di Masoala.

## Conservazione
Con una popolazione complessiva di circa 200 esemplari, V. decussilvae è classificata dalla IUCN Red List come specie in pericolo di estinzione (Endangered).
La specie è protetta all'interno del Parco nazionale di Mananara e del Parco nazionale di Masoala.